# Action civique de défense des consommateurs et des intérêts familiaux
Le groupement électoral dit de « Action civique de défense des consommateurs et des intérêts familiaux » a été créé en fin d'année 1955 pour les élections législatives anticipées du 2 janvier 1956 par le mouvement de Pierre Poujade l'UDCA.

## Groupement électoraliste

### Mode de scrutin
Le système électoral pour l'élection des députés est proportionnelle, mais depuis 1951, une entente est possible entre des listes qui sont dites apparentées.
Leurs scores sont cumulés et si le total dépasse les 50 % des exprimés, elles remportent tous les sièges. Si non, la répartition des sièges se fait d'abord avec ce cumul, qui permet à une union de petites listes de passer devant des listes isolées ayant individuellement plus de voix.

### Tactique poujadiste
La liste principale conduite par Pierre Poujade (et présente dans quasiment tous les départements) est la liste de l'UFF. C'est le sigle le plus connu, et celui derrière qui se regroupe principalement des artisans et commerçants.
Dans un but corporatiste et électoral, ce groupement veut réunir les électeurs urbains qui, sans être artisans ou commerçants sont en accord avec les idéaux poujadistes.
Dans le but de ratisser le plus large possible, et de damner le pion aux listes de droite ou du centre (CNIP, MRP, RGR, Rad-soc ou Rép soc.), le mouvement poujadiste présente des listes aux intitulés corporatistes et qui visent des segments particuliers de l'électorat.
Ce groupement vise le monde plutôt urbain et les petites villes en général, un autre dit de "Défense des intérêts agricoles et viticoles" vise plus particulièrement les ruraux agricoles.
Cette multiplication des listes permet également un temps de campagne à la radio trois fois plus important.